# Помрой, Уорделл
Уорделл Бакстер Помрой (англ. Wardell Baxter Pomeroy; 6 декабря 1913, Каламазу, Мичиган — 6 сентября 2001, Блумингтон, Индиана) — американский сексолог, соавтор Альфреда Кинси.

## Биография
Уорделл Помрой родился в Каламазу в штате Мичиган. Он окончил Индианский университет в Блумингтоне (степень бакалавра психологии получил в 1935 году, степень магистра психологии в 1942 году) и получил степень доктора философии (PhD) в области психологии в 1954 году в Колумбийском университете. Во время работы клиническим психологом в государственной больнице штата Индиана, он познакомился с Кинси и ушёл работать в его проекте исследований сексуальности человека. Помрой лично задокументировал около 6 000 личных сексуальных историй респондентов. Он был соавтором знаменитых книг Кинси «Половое поведение самца человека» (1948) и «Половое поведение самки человека» (1953).
В 1963 году Уорделл Помрой ушёл в частную практику и занимался секс-терапией в Нью-Йорке. В этот период он также написал несколько популярных книг по подростковой сексуальности. В 1976 году он стал деканом Института изучения человеческой сексуальности и почётным профессором Калифорнийской медицинской школы и Университета штата Калифорния в Нортридже.
Он оставил практику и преподавательскую деятельность из-за ухудшения здоровья в 1983 году и умер в 2001 году в Блумингтоне, штат Индиана от болезни телец Леви. Его роль в фильме 2004 года «Кинси» играл актёр Крис О’Доннелл.